# Fables
Fables (deutsch Fabeln) ist eine Comic-Serie, erdacht und geschrieben von Bill Willingham. Hauptsächlicher Zeichner ist Mark Buckingham, andere Zeichner waren beispielsweise Lan Medina und Steve Leialoha. In den USA begann die Serie im Juli 2002 bei Vertigo, einem Imprint von DC Comics. Nach insgesamt 150 Ausgaben, beziehungsweise 22 Sammelbänden, endete Fables im Juli 2015. Im Juni 2021 wurde die Fortsetzung der Reihe angekündigt. Die erste Ausgabe erschien im Mai des nachfolgenden Jahres.
Die sogenannten Fables sind Gestalten aus Märchen und Sagen, die zu Beginn der Handlung als Flüchtlinge unerkannt in New York City leben und sich vor dem Feind verstecken.
In Deutschland hat Panini alle Sammelbände in Übersetzung vorgelegt, wobei hier einzelne zusätzliche Bände aus den USA der Hauptreihe angehören. Nach dem Start im November 2006 erschienen in Deutschland somit 26 Bände, womit im Dezember 2015 die Hauptreihe eigentlich abgeschlossen war. Im Januar 2016 wurde jedoch Fables: 1001 schneeweiße Nächte als 27. Band hinzugefügt, woraufhin die Ableger-Serie Fables: Cinderella im Oktober 2016 als 28. Band folgte.
Am 15. September 2023 hat der Autor die Serie in die Public Domain entlassen.

## Weltbild
Die namensgebenden Fables sind verschiedene Figuren aus, meist europäischen oder nordamerikanischen, Märchen oder Sagen. In späteren Alben treten auch einige Figuren aus dem arabischen Raum auf, z. B. Sindbad. Ein Charakter ist dabei oft die Verkörperung zahlreicher gleicher oder sehr ähnlicher Märchenfiguren. So ist zum Beispiel der große böse Wolf gleichzeitig der Wolf aus Rotkäppchen und Die drei kleinen Schweinchen. Tragende Rollen nehmen beispielsweise dieser (Bigby Wolf) und Schneewittchen/Schneeweißchen (Snow White) ein. Aber auch Figuren aus Volkssagen oder Liedern werden personifiziert, z. B. Robin Hood oder Blue Boy, der einem Kinderreim entlehnt ist. Alle „Reiche“ oder Universen dieser Charaktere sind miteinander verbunden und können von den Charakteren mehr oder weniger einfach betreten werden.
Die Menschen werden im Gegensatz von den Charakteren als Sterbliche oder Normalos bezeichnet.
Maßgebliche Rolle spielt oft Magie, die bspw. genutzt wird um das Büro des Bürgermeisters extrem zu vergrößern oder um die sichtbare fantastische Natur einiger Fables vor den Menschen zu verstecken. Jedoch sind solche Zauber meist kostspielig und daher nicht für jeden erschwinglich. So kommt es immer wieder zu Konflikten zwischen wohlhabenden und weniger gut situierten Fables.
Weitere direkt oder indirekt angesprochene Themen sind bspw. Vater-Sohn-Beziehungen, Revolutionen und Gesellschaftsformen sowie Verlust und Trauer.

## Rahmenhandlungen
Einzelne Ausgaben behandeln meist kleinere einzelne Handlungsstränge, die noch im gleichen oder nachfolgenden Sammelband aufgelöst werden. Daneben gibt es verschiedene größere Rahmenhandlungen, die die einzelnen Bände der Reihe inhaltlich miteinander verbinden.
Die erste Rahmenhandlung beschäftigt sich maßgeblich mit dem zunächst nur als Der Feind bekannten Antagonisten. Dieser ist nach und nach in alle Reiche der Fables eingedrungen, sie überfallen und erobert. Nur wenige konnten ihren Heimatwelten entkommen und fanden Zuflucht in der Welt der Menschen. Dieses Ereignis liegt innerhalb der Serie schon mehrere Jahrhunderte zurück, sodass die Handlung mit der Situation beginnt, dass die verbliebenen, als Märchenfiguren unsterblichen, freien Mitglieder der Märchengemeinschaft in New York City in einer länger bestehenden Gemeinde namens Fabletown verborgen vor den Menschen leben. Fables, die aufgrund ihrer Gestalt nicht als Menschen in der Stadt unterschlüpfen können, werden auf der Farm im Staat New York versteckt gehalten.
Die zweite große Rahmenhandlung, nach dem Sieg über den Feind, handelt vom Konflikt zwischen den verbliebenen Fables und einem neuen Widersacher der als Mister Dark bekannt ist.

## Handlungsbögen
- Legenden im Exil (Hefte 1 bis 5)

Die Einführung von Fabletown und den wichtigsten Figuren. Sheriff Bigby Wolf untersucht den scheinbaren Mord an Rose Red.
- Farm der Tiere (Hefte 6 bis 10)

Die Einführung der Farm, einem Ort für nicht menschliche Fables. Langsam kommt es auf der Farm zu einer Revolte, die von Snow White eingedämmt werden muss.
- Ein Sack voll Knochen (Heft 11)

Eine Geschichte, die während des Amerikanischen Bürgerkrieges spielt, in der Jack Horner einen Weg findet, den Tod zu betrügen.
- Die Sharp-Affäre / Schmutzige Geschäfte (Hefte 12 und 13)

Ein menschlicher Journalist erfährt von den Fables und sie müssen entscheiden, wie sie darauf reagieren sollen.
- Märchenhafte Liebschaften (Hefte 14 bis 17)

Bluebeard versucht Bigby und Snow White loszuwerden, indem er sie verzaubert und die mörderische Goldilocks auf die beiden hetzt. Prinz Charming beschließt währenddessen, als  Bürgermeister von Fabletown zu kandidieren.
- Gerstenkornbräute (Heft 18)

Bigby erzählt Flycatcher die Geschichte eines alten Smalltown-Brauchs.
- Aufmarsch der Holzsoldaten (Hefte 19 bis 21 und 23 bis 27)

Prince Charming kandidiert weiter für das Amt des Bürgermeisters von Fabletown, während die Gemeinde sich mit der scheinbaren Flucht von Red Riding Hood aus der Heimat beschäftigt. Der Feind sendet seine ersten Truppen nach Fabletown, um einen Angriff zu beginnen.
- Cinderella zügellos (Heft 22)

Cinderellas scheinbar frivole Lebensweise stellt sich als Tarnung für andere Tätigkeiten heraus.
- Kriegsgeschichten (Hefte 28 und 29)

Ein Abenteuer von Bigby während des Zweiten Weltkriegs.
- Finstere Jahreszeiten (Hefte 30 bis 33)

Snows Kinder werden geboren und sie erkennt, dass sie auf die Farm umziehen muss. Bigby ist dort nicht willkommen und begibt sich stattdessen ins Exil. Snow begegnet Bigbys entfremdetem Vater, dem Nordwind. Eines ihrer Kinder ist anders als die anderen, deshalb schickt sie es los, um seinen Vater zu finden.
- Der flotte Jack (Hefte 34 und 35)

Jack geht nach Hollywood und gründet ein Filmstudio. Diese Handlung wird im Ableger Jack of Fables weitergeführt.
- Fremde Heimat (Hefte 36 bis 38 und 40 und 41)

Boy Blue ist auf einer geheimen Mission in der Heimat mit dem Ziel, den Feind zu ermorden und seine Identität herauszufinden.
- Intermezzo (Heft 39)

Was in Fabletown während Blues Abenteuern passiert ist.
- Arabische Nächte (und Tage) (Hefte 42 bis 45)

Eine Delegation von Arabischen Fabeln unter der Leitung von Sinbad besucht Fabletown, um eine Allianz gegen den Feind zu schließen.
- Die Ballade von Rodney und June (Hefte 46 und 47)

Eine Nebengeschichte der scheinbar unglückseligen Liebe von Rodney und June, zwei Mitgliedern der Streitkräfte des Feindes.
- Wölfe (Hefte 48 und 49)

Mowgli sucht nach dem vermissten Bigby und bringt ihm eine Nachricht von Fabletown.
- Und wenn sie nicht gestorben sind (Heft 50)

Bigby kehrt zurück nach Fabletown, überbringt dem Feind eine Warnung und heiratet Snow White.
- Groß und Klein (Heft 51)

Cinderella setzt ihre Mission im Wolkenkönigreich fort, muss aber in eine Maus verwandelt werden, um die Hilfe von Smalltowns Arzt in Anspruch nehmen zu können, der einen kranken Riesenkönig behandelt.
- Söhne des Imperiums (Hefte 52 bis 55)

Der Feind ruft zu einer Konferenz der kaiserlichen Elite auf, um über das weitere Vorgehen mit Fabletown zu entscheiden. Pinocchio muss sich für eine Seite entscheiden.
- Herrjemine, Weihnachten (Heft 56)

Eine Kurzgeschichte über die Existenz des Weihnachtsmanns als Fable.
- Vater und Sohn (Hefte 57 und 58)

Bigby entscheidet sich, dass die Zeit gekommen ist, sich mit seinem Vater, dem Nordwind, auszusprechen. Auf einer Jagd begegnen seine Kinder Bigbys Geschwistern, die mehr Tiere als Menschen sind.
- Brennende Fragen (Heft 59)

Die Leser waren dazu aufgefordert worden, an einem Wettbewerb teilzunehmen, indem sie Willingham nach ungelösten Ereignissen in der Serie fragen. Hier werden sie in Form von ein- bis vierseitigen Kurzgeschichten beantwortet.
- Der gute Prinz (Hefte 60 bis 63 und 65 bis 69)

Flycatcher, der den Tod seiner Frau nie völlig akzeptiert hat, muss sich seiner Vergangenheit stellen.
- Das Geburtstagsgeheimnis (Heft 64)

Auf der Farm beginnen die Vorbereitung für den Krieg gegen den Feind. Die Kinder von Bigby und Snow feiern Geburtstag.
- Auf ins Jenseits (Heft 70)

Boy Blue und Rose Red diskutieren ihre Beziehung. Das Angebot von Flycatcher wird den Fables übermittelt. Die letzten Pläne um den Krieg zu beginnen werden geschmiedet.
- Miese Tricks (Hefte 71 und 72)

Cinderella zahlt Frau Totenkinder ihre Schulden zurück, indem sie eine Mission übernimmt, die sie nach Süden führt.
- Krieg und andere Kleinigkeiten (Hefte 73 bis 75)

Fabletown und das Imperium ziehen in den Krieg.
- In der Stadt (Heft 76)

Fabletowns neuestes Mitglied erhält eine Führung durch die Stadt, sehr zum Missfallen einiger anderer Bewohner.
- Die dunklen Jahre (Hefte 77 bis 81)

Eine neue Ära beginnt, als die Bewohner von Fabletown die Nachwirkungen des Krieges zu spüren bekommen. Neue Herausforderungen entstehen, und in einem fernen Land ist eine dunkle Macht erwacht.
- Warten auf den Blues (Heft 82)

Ein Epilog zu Die dunklen Jahre.
- Das große Fables-Crossover (Hefte 83 bis 85)

Bigby und Beast geraten in einen heftigen Kampf, der den Einfluss der neuen dunklen Mächte aufzeigt. Rose Red versinkt immer tiefer in Depressionen. Stinky gründet eine neue Religion, die Boy Blues heroische Rückkehr voraussagt. Jack Horner kehrt zurück und nutzt diese neue Religion zu seinem Zweck, bevor er seinem Sohn, dem neuen Jack Frost, begegnet. (Anmerkung: Die Geschichte muss mit den Heften Jack of Fables 33 bis 35 und The Literals 1 bis 3 gelesen werden.)
- Der Boxer-Orden (Heft 86)

Mister Dark erzählt wie er von einer Gruppe imperialer Hexenmeister in einer magischen Box gefangen wurde und vom Aufstieg ihres Anführers Dunster Happ.
- Hexen (Hefte 87 bis 91)

Die Anführer und Hexen von Fabletown diskutieren, wie man Mister Dark besiegen kann. In der Zwischenzeit erlebt Bufkin im verlorenen Büro mit Baba Yaga und vielen anderen Monstern seine eigene Abenteuer.
- Auf dem grünen Rasen / Ein kleiner Mord  (Hefte 92 und 93)

Die Geschichte spielt in Haven, wo das lokale Baseballspiel zu einem Mord führt.
- Rose Red (Hefte 94 bis 98)

Die Farm versinkt im Chaos, da verschiedene Fraktionen um ihre Kontrolle kämpfen. Um die Ordnung wiederherzustellen, muss sich Rose Red ihrem größten Feind stellen – sich selbst.
- Finsternis über der Stadt  (Heft 99)

Mister Dark nutzt seine Kräfte, um eine neue Zitadelle in New York City zu errichten.
- Wettkampf der Zauberer (Heft 100)

Der finale Kampf zwischen Frau Totenkinder und Mister Dark.
- Der Aufstieg (Heft 101)

Bufkin klettert auf den Baum im verlorenen Büro und kommt ins Land Ev (ein Nachbarland von Oz).
- Das Superteam (Hefte 102 bis 106)

Ozma stellt ein Team von Fables zusammen, um Superhelden in Comics nachzuahmen und sich Mister Dark zu stellen.
- Die Entführung (Heft 107)

Eine Kurzgeschichte die das Schicksal der von Dornen versiegelten Hauptstadt des besiegten Imperiums zeigt.
- Erben des Windes (Hefte 108 bis 111)

Eines von Snows und Bigbys Kindern wird der Nachfolger des Nordwinds. In Ev bildet Bufkin eine Widerstandsbewegung, um den bösen Nome König zu stürzen.
- In einer einzigen Nacht (Heft 112)

Eine auf Charles Dickens’ Weihnachtsgeschichte beruhende Kurzgeschichte, die Rose Red in den Mittelpunkt stellt.
- In jenen Tagen (Heft 113)

Eine Sammlung von Kurzgeschichten über verschiedene Fables.
- Welpen im Spielzeugland (Hefte 114 bis 121)

Snow und Bigbys Tochter Therese wird in ein trostloses, geheimnisvolles Land gebracht, das von weggeworfenen Spielzeugen bewohnt wird und eine Reihe von herzzerreißenden Ereignissen in Gang setzt. Bufkins Abenteuer im Land Ev werden weiter erzählt.
- Wie das Schicksal spielt (Hefte 122 und 123)

Ein Blick darauf, wie das Schicksal im Fable-Universum funktioniert. Bufkins Abenteuer gehen weiter.
- Revolution in Oz (Heft 124)

Finale von Bufkins heldenhaften Abenteuern.
- Snow White (Hefte 125 bis 129)

Ein Mann aus Snow Whites Vergangenheit behauptet, sie sei seine rechtmäßige Ehefrau.
- Junebug (Heft 130)

Die Tochter von Rodney und June, die hölzernen Soldaten des Gegners erforscht, die menschlich wurden.
- Camelot (Hefte 131 bis 133 und 135 bis 137)

Ein neues dunkles Zeitalter braucht einen neuen Runden Tisch mit modernen Rittern, die sich bereit erklären, das zerstörte Fabletown wieder aufzubauen.
- Tiefer in die Wälder (Heft 134)

Bigby Wolf wandert in einen Himmel, der den Wäldern ähnelt, in denen er zu Lebzeiten jagte. Hier trifft er einen lang verlorenen Freund wieder.
- Wurzel & Zweig (Heft 138)

Geppetto benutzt in dieser Kurzgeschichte seine schmutzigen Tricks und füllt die Lücke eines vor langer Zeit geschehen Ereignisses in Fabletown.
- Die Jungs aus der Band (Hefte 139 und 140)

Peter Piper, Joe Shepherd, der gestiefelte Kater und Briar Rose – die Mitglieder von Boy Blue's Band – machen sich auf, ein kleines Fable-Land zu befreien.
- Glücklich bis an ihr Ende (Hefte 141 bis 149)

Guter Ritter gegen Böser Ritter. König Arthur gegen Morgan le Fay. Rose Red gegen Snow White. Die beiden Schwestern sind in den Rollen gefangen, die Camelot für sie vorgesehen hat, und jetzt sind sie bereit für den Kampf.
- Lebewohl (Heft 150)

Es war einmal ... zum allerletzten Mal.

## Charaktere

### Bigby Wolf
Der große böse Wolf aus Rotkäppchen und Die drei kleinen Schweinchen. Er arbeitet zu Beginn der Handlung in Fabletown als Sheriff und sorgt sich allgemein um die Sicherheit der Märchengemeinschaft in New York City. Später nimmt er eine zentrale Rolle im Kampf gegen das Imperium und Mister Dark ein. Zu Beginn hat er meist einen Trenchcoat und raucht Kette. Er ist der Sohn des Nordwinds und erst verliebt in, dann verheiratet mit Snow White. Er kann seine Gestalt beliebig von menschlich zu Wolf und Zwischenformen wechseln.

### Snow White
Schneewittchen/Schneeweißchen in einer Person. Sie ist zunächst die stellvertretende Bürgermeisterin von Fabletown und damit die Vorgesetzte von Bigby Wolf. Zunächst ist sie seinen Avancen sehr abgeneigt, heiratet ihn jedoch später. Sie haben gemeinsam mehrere Kinder, die „Welpen“. Sie ist meist sehr planerisch, durchgreifend und übernimmt oft die Führung. Rose Red ist ihre Schwester.

### Rose Red
Rosenrot. Sie ist die Schwester von Snow White und charakterlich sehr unterschiedlich zu ihr. Zu Beginn der Handlung ist sie sehr partyfreudig und entfremdet von ihrer Schwester. Später übernimmt sie die Leitung der Farm und nimmt sich oft der nicht-menschlich aussehenden Fables an.

### Flycatcher/Ambrose
Der Froschkönig. Zu Beginn der Handlung ist er der Hausmeister des großen Apartmentgebäudes in Fabletown. Später übernimmt er als König Ambrose eine wichtige Rolle im Kampf gegen Mister Dark. Er ist zunächst stark von Trauer über seine verstorbene Frau befallen.

### Blue Boy
Nach einem Kinderreim gebaute Figur. Er ist ein begeisterter Jazz-Trompeter und ist oft mit seiner Trompete zu sehen. Er ist gut befreundet mit Flycatcher und Pinocchio. Zu Beginn ist er der Assistent von Snow White, war vor der Flucht nach Fabletown aber ein Kriegsheld und wird auch im Laufe der Handlung im Kampf gegen das Imperium erneut zu einem solchen.

### Jack
Jack aus Jack und die Bohnenranke und jede Figur mit dem gleichen Namen der Märchenwelt. Ein notorischer Betrüger und Kleingauner, der in Fabletown immer wieder für Ärger sorgt. Zwischenzeitlich besitzt er ein großes Filmstudio in Hollywood.

### Prince Charming
Der Prinz aus jedem Märchen, der eine Prinzessin rettet bspw. in Rapunzel. Er hat nach und nach sämtliche Prinzessinnen der Märchenwelt betrogen und war jeweils mit einer anderen zusammen und ist zu Beginn der Handlung vor allem immer noch als Betrüger und Kleingauner auffällig. Später wird er zum Bürgermeister von Fabletown und nimmt eine tragende Rolle im Kampf gegen das Imperium ein. Er wird ein guter Freund von Sindbad und stirbt schließlich in seiner Gegenwart.

### Geppetto
Der Holzschnitzer und Vater der gleichnamigen Hauptfigur aus Pinocchio. Lange Zeit wird angenommen, dass er vom Feind getötet wurde. Als hölzerne Puppen Fabletown angreifen denkt sein Sohn Pinocchio, dass er vom Imperium versklavt wurde und seit Jahrhunderten für den Feind arbeiten muss. Es stellt sich jedoch heraus, dass er der eigentliche Feind und als verborgener Drahtzieher über seine vielen Holzpuppen und Zwischenleute der Herrscher des Imperiums ist.

## Sammelbände
| Band | Titel                                  | Dt. Erstveröffentlichung | Inhalt                                                                            |
| ---- | -------------------------------------- | ------------------------ | --------------------------------------------------------------------------------- |
| 1    | Fables: Legenden im Exil               | 16. November 2006        | Fables #1–5                                                                       |
| 2    | Fables: Farm der Tiere                 | 14. März 2007            | Fables #6–10                                                                      |
| 3    | Fables: Märchenhafte Liebschaften      | 25. Juli 2007            | Fables #11–18                                                                     |
| 4    | Fables: Die letzte Festung             | 17. Oktober 2007         | Fables: The Last Castle und Fables #19–21                                         |
| 5    | Fables: Aufmarsch der Holzsoldaten     | 15. Februar 2008         | Fables #22–27                                                                     |
| 6    | Fables: Finstere Jahreszeiten          | 20. Juni 2008            | Fables #28–33                                                                     |
| 7    | Fables: Fremde Heimat                  | 10. Oktober 2008         | Fables #34–41                                                                     |
| 8    | Fables: Arabische Nächte (und Tage)    | 20. Februar 2009         | Fables #42–47                                                                     |
| 9    | Fables: Wölfe                          | 19. Juni 2009            | Fables #48–51                                                                     |
| 10   | Fables: Väter und Söhne                | 20. November 2009        | Fables #52–59                                                                     |
| 11   | Fables: Der gute Prinz                 | 20. April 2010           | Fables #60–69                                                                     |
| 12   | Fables: Krieg und andere Kleinigkeiten | 24. August 2010          | Fables #70–75                                                                     |
| 13   | Fables: Die dunklen Jahre              | 17. Mai 2011             | Fables #76–82                                                                     |
| 14   | Fables: Das große Fables-Crossover     | 20. September 2011       | Fables #83–85, Jack of Fables #33–35 und The Literals #1–3                        |
| 15   | Fables: Hexen                          | 12. März 2012            | Fables #86–93                                                                     |
| 16   | Fables: Rose Red                       | 14. August 2012          | Fables #94–98                                                                     |
| 17   | Fables: Wettkampf der Zauberer         | 12. März 2013            | Fables #99–100                                                                    |
| 18   | Fables: Stadt der Werwölfe             | 18. Juni 2013            | Fables: Werewolves of the Heartland                                               |
| 19   | Fables: Super-Team                     | 19. November 2013        | Fables #101–107                                                                   |
| 20   | Fables: Erben des Windes               | 18. März 2014            | Fables #108–113                                                                   |
| 21   | Fables: Welpen im Spielzeugland        | 16. September 2014       | Fables #114–123                                                                   |
| 22   | Fables: Snow White                     | 9. Dezember 2014         | Fables #124–129                                                                   |
| 23   | Fables: Camelot                        | 18. Februar 2015         | Fables #130–140                                                                   |
| 24   | Fables: Unwritten Fables               | 16. Juni 2015            | The Unwritten #50–54                                                              |
| 25   | Fables: Glücklich bis an ihr Ende      | 22. September 2015       | Fables #141–149                                                                   |
| 26   | Fables: Lebewohl                       | 15. Dezember 2015        | Fables #150                                                                       |
| 27   | Fables: 1001 schneeweiße Nächte        | 23. Februar 2016         | Fables: 1001 Nights of Snowfall                                                   |
| 28   | Fables: Cinderella                     | 18. Oktober 2016         | Cinderella: From Fabletown with Love #1–6 und Cinderella: Fables Are Forever #1–6 |

## Spin-off Sammelbände
| Titel                                          | Dt. Erstveröffentlichung | Inhalt                                     |
| ---------------------------------------------- | ------------------------ | ------------------------------------------ |
| Fables: 1001 Schneeweiße Nächte                | 18. Januar 2008          | Fables 1001 Nights of Snowfall             |
| Fables: Cinderella – Liebesgrüße aus Fabletown | 15. November 2011        | Cinderella – From Fabletown with love #1–6 |
| Fables: Cinderella 2 – Ein quantum Magie       | 17. Juli 2012            | Cinderella – Fables are Forever #1–6       |
| Fables: The Wolf Among Us – Der Wolf geht um 1 | 22. März 2016            | Fables – The Wolf Among Us #1–4            |
| Fables: The Wolf Among Us – Der Wolf geht um 2 | 28. Juni 2016            | Fables – The Wolf Among Us #5–8            |
| Fables: The Wolf Among Us – Der Wolf geht um 3 | 22. September 2016       | Fables – The Wolf Among Us #9–12           |
| Fables: The Wolf Among Us – Der Wolf geht um 4 | 24. Januar 2017          | Fables – The Wolf Among Us #13–16          |
| Fables: Peter & Max                            | 17. Oktober 2016         | Peter & Max: A Fables Novel                |
| Fables: Everafter – Es war einmal 1            | 25. April 2017           | Everafter: From the Pages of Fables #1–6   |
| Fables: Everafter – Es war einmal 2            | 14. November 2017        | Everafter: From the Pages of Fables #7–12  |

## Adaptionen

### Videospiele
Der Entwickler Telltale Games veröffentlichte ab Oktober 2013 unter dem Namen The Wolf Among Us ein fünf Episoden umfassendes Videospiel, in dem Spieler die Rolle von Bigby Wolf übernehmen.
Im Jahr 2023 soll ein zweiter Teil erscheinen. Erneut soll der Spieler dabei die Rolle von Bigby Wolf einnehmen. Der Titel sollte eigentlich bereits einige Jahre zuvor auf den Markt kommen, durch die Schließung des ersten Entwicklungsstudios wurde dies aber nicht realisiert.

### DCU-Crossover
2021 wurde ein sechsbändiges Crossover mit der DC Figur Batman angekündigt. Batman vs. Bigby! A Wolf in Gotham erschien als Sammelband in deutscher Übersetzung im Oktober 2022.

## Rezeption
Spiegel Online sieht Fables „in bester Vertigo-Tradition“, ähnlich wie Neil Gaimans Comic-Serie Sandman. Ihm gelinge „eine faszinierende Verbindung von Mythologie und modernem Alltag“ und müsse „den Vergleich mit der Literatur nicht scheuen“.
Kotaku beschreibt die Figuren als „dynamisch“ und betont die Qualität der Handlung, insbesondere im Vergleich mit bekannteren Comic-Reihen.
Die Serie wurde mit 14 Eisner Awards ausgezeichnet.